# Calle del Poeta Joan Maragall
La calle del Poeta Joan Maragall (entre 1954 y 2017 calle del Capitán Haya) es una vía urbana de la ciudad de Madrid.

## Denominación
Inicialmente denominada calle de Manuel Hernáez, el 25 de junio de 1954, la comisión municipal permanente del Ayuntamiento de Madrid, presidida por el alcalde conde de Mayalde, aprobó el nombre de «calle del Capitán Haya» para la vía de reciente construcción, en memoria de Carlos de Haya González de Ubieta (1938), aviador del bando franquista durante la Guerra Civil, fallecido al ser derribado por una aeronave de la República en Teruel. No era una denominación inédita en la ciudad; anteriormente, ya se había propuesto tentativamente en 1939 el nombre de Capitán Haya para otra vía con recorrido entre la calle del Labrador y del Ferrocarril.

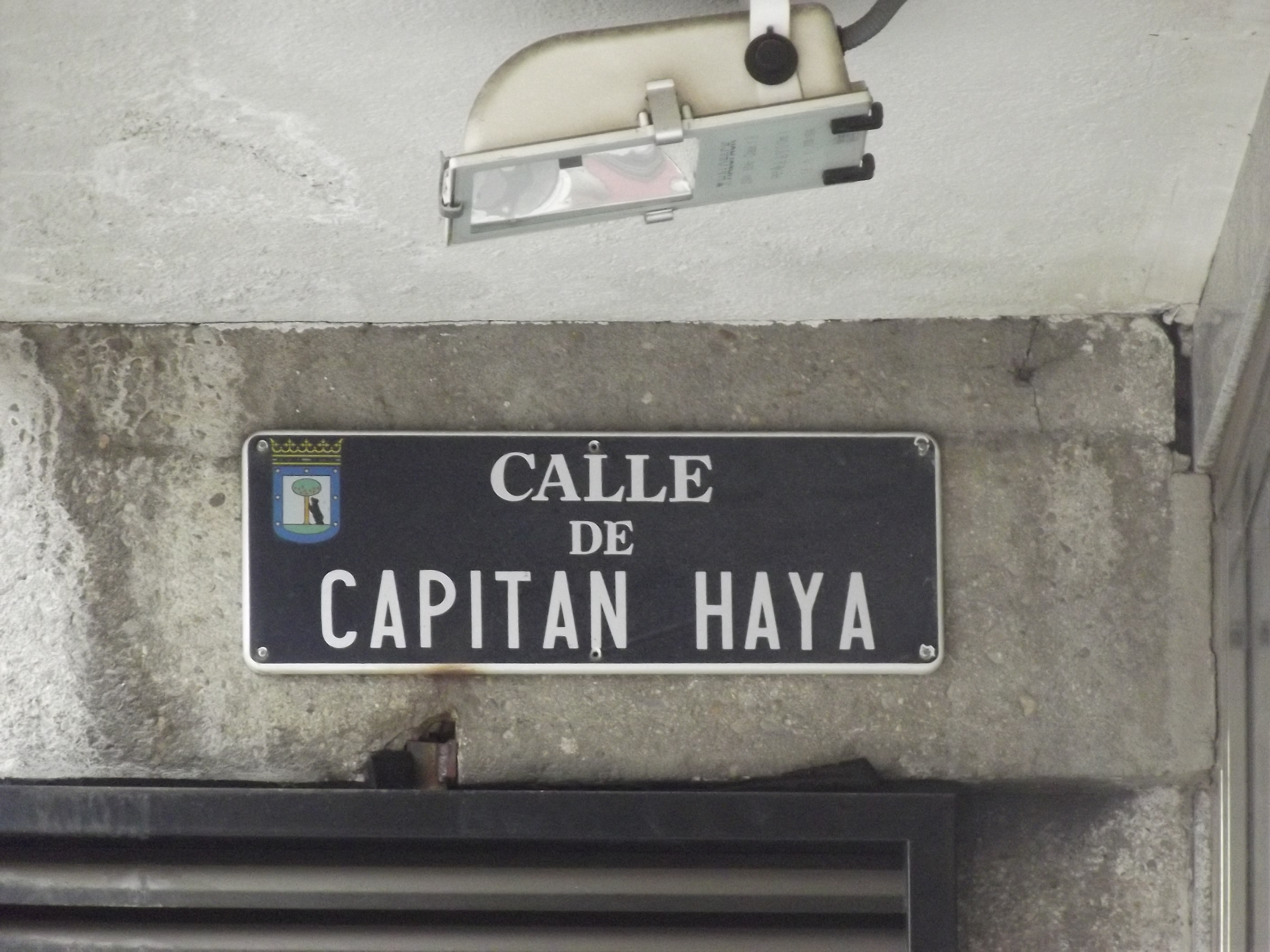
Placa con la antigua denominación

El 4 de mayo de 2017  la comisión de Gobierno del Ayuntamiento de Madrid, en aplicación de la Ley de Memoria Histórica, modificó dentro de una lista de 52 calles el nombre de la vía en el callejero por el de «calle del Poeta Joan Maragall», en memoria de Joan Maragall (1860-1911), destacado intelectual y literato modernista, primer traductor de Nietzsche en España, abuelo de Pasqual Maragall. La calle había sido una de las últimas en añadirse al listado de viales con denominación a modificar para cumplir la Ley de Memoria Histórica, apenas unos pocos días antes del pleno del 28 de abril donde se pasó una moción a favor del cambio del callejero.

## Características e historia
El trazado de la vía, que comienza en la intersección con la avenida del General Perón hasta su término en la calle de Bravo Murillo, recorre los barrios de Cuatro Caminos y Castillejos —ambos en el distrito de Tetuán— paralelo al del paseo de la Castellana con una longitud de 1,5 km. Los impares van del 1 al 65 y los pares del 2 al 66.

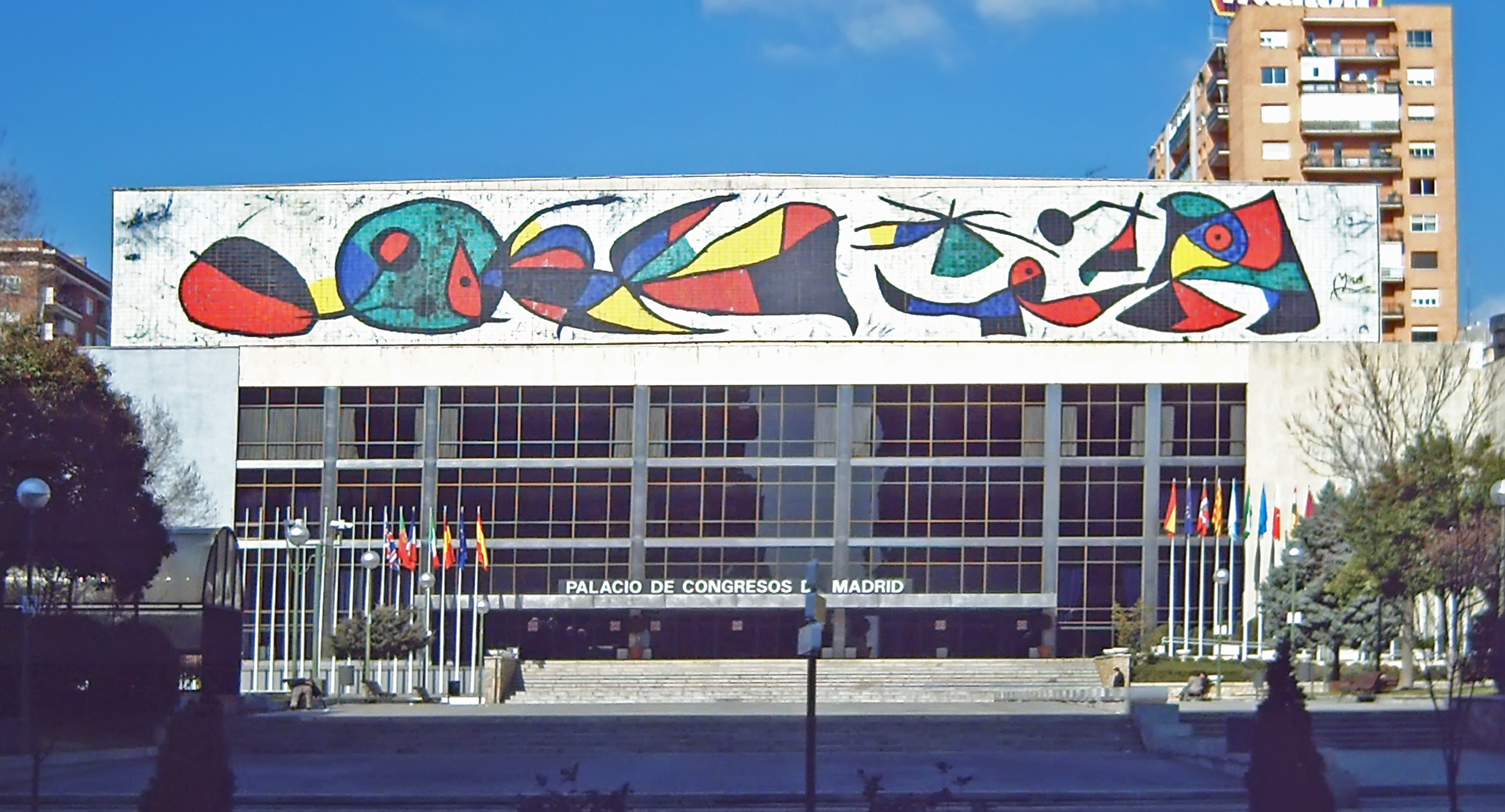
Vista del Palacio de Congresos, en el número 2 de la calle.

En el lateral este de la vía, en los terrenos sobre los que se alzó la llamada «Quinta de los Ángeles», en la manzana formada por la calle, el paseo de la Castellana y las calles de Pedro Teixeira y General Yagüe se erigió el edificio sede del Ministerio de Información y Turismo, que en la actualidad alberga las dependencias del ministerio de Defensa. Entre 1964 y 1970 se construyó junto al embocamiento de la calle, haciendo esquina con la avenida del General Perón, el paseo de la Castellana y la plaza de Manolete el Palacio de Congresos. En la zona entre la calle y el paseo de la Castellana se dio el mayor nivel de lujo en la construcción de viviendas en los nuevos de los nuevos desarrollos.